# Casa Valli
Casa Valli è un edificio storico di Milano, sito in via Bernardino Zenale al civico 13, negli immediati pressi di corso Magenta e della chiesa di Santa Maria delle Grazie. Edificato nel 1907 su progetto degli ingegneri architetti Francesco Magnani e Mario Rondoni (già fra i progettisti delle opere della grande Esposizione internazionale di Milano del 1906), è un notevole esempio di Liberty milanese.

## Descrizione
L'edificio si presenta con una semplice facciata arricchita da decorazioni floreali in cemento e da un ampio balcone al piano nobile e da uno più contenuto al secondo piano, entrambi in ferro battuto e opera della ditta del mastro ferraio Pasquale Mina. 
Di particolare interesse il cortile interno, a cui si accede attraverso un particolare cancello anch'esso in ferro battuto e impreziosito da inserimenti in vetro blu; l'androne e il porticato sono decorati con sgraffiti raffiguranti alcune città italiane ad opera dell'architetto e pittore Paolo Mezzanotte; sotto il portico spicca un affresco raffigurante una giovane donna seminuda avvolta in un drappo rosso. Nel cortile una fontana Liberty ornata da pesci in pietra.

## Galleria d'immagini

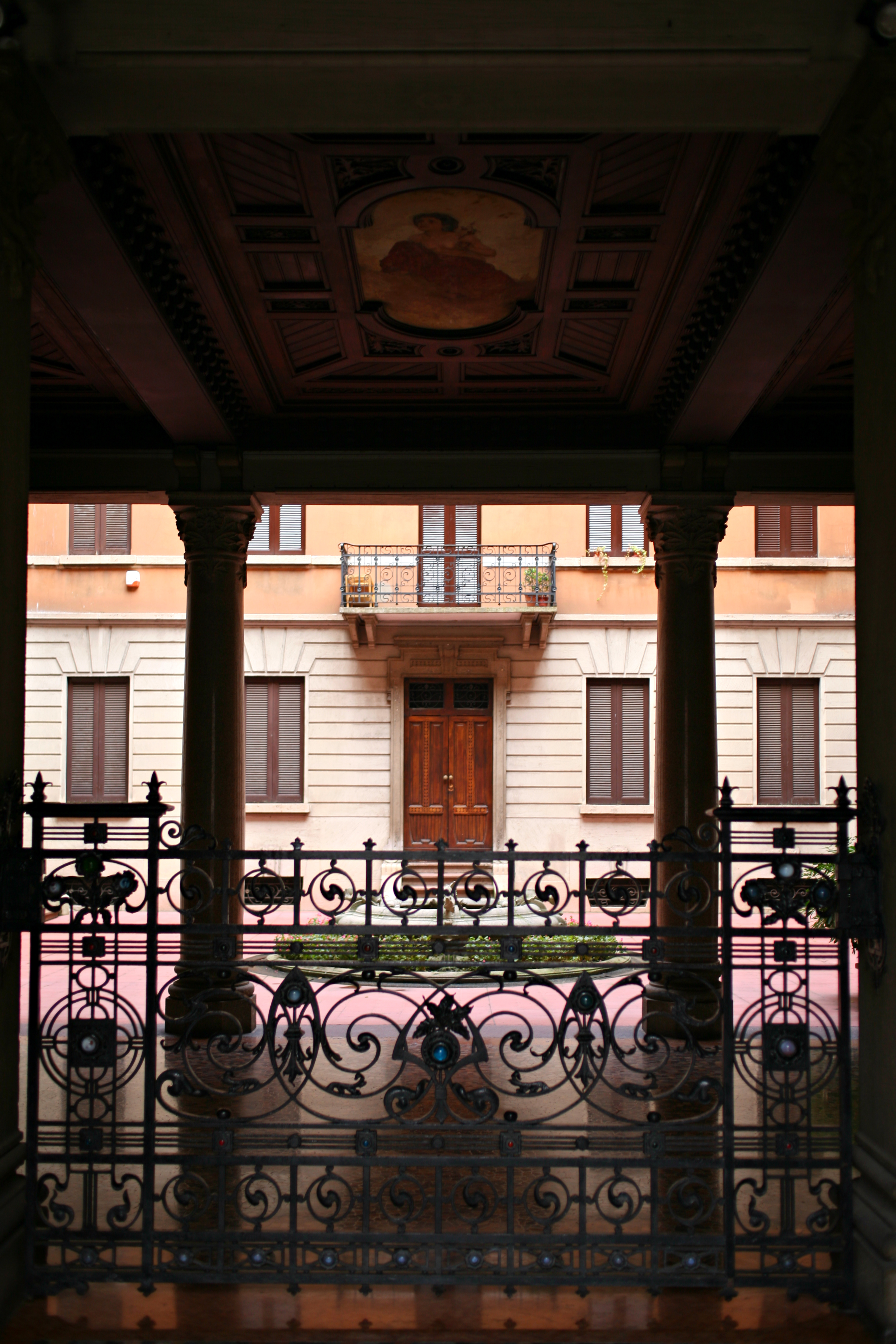
Veduta dell'ingresso
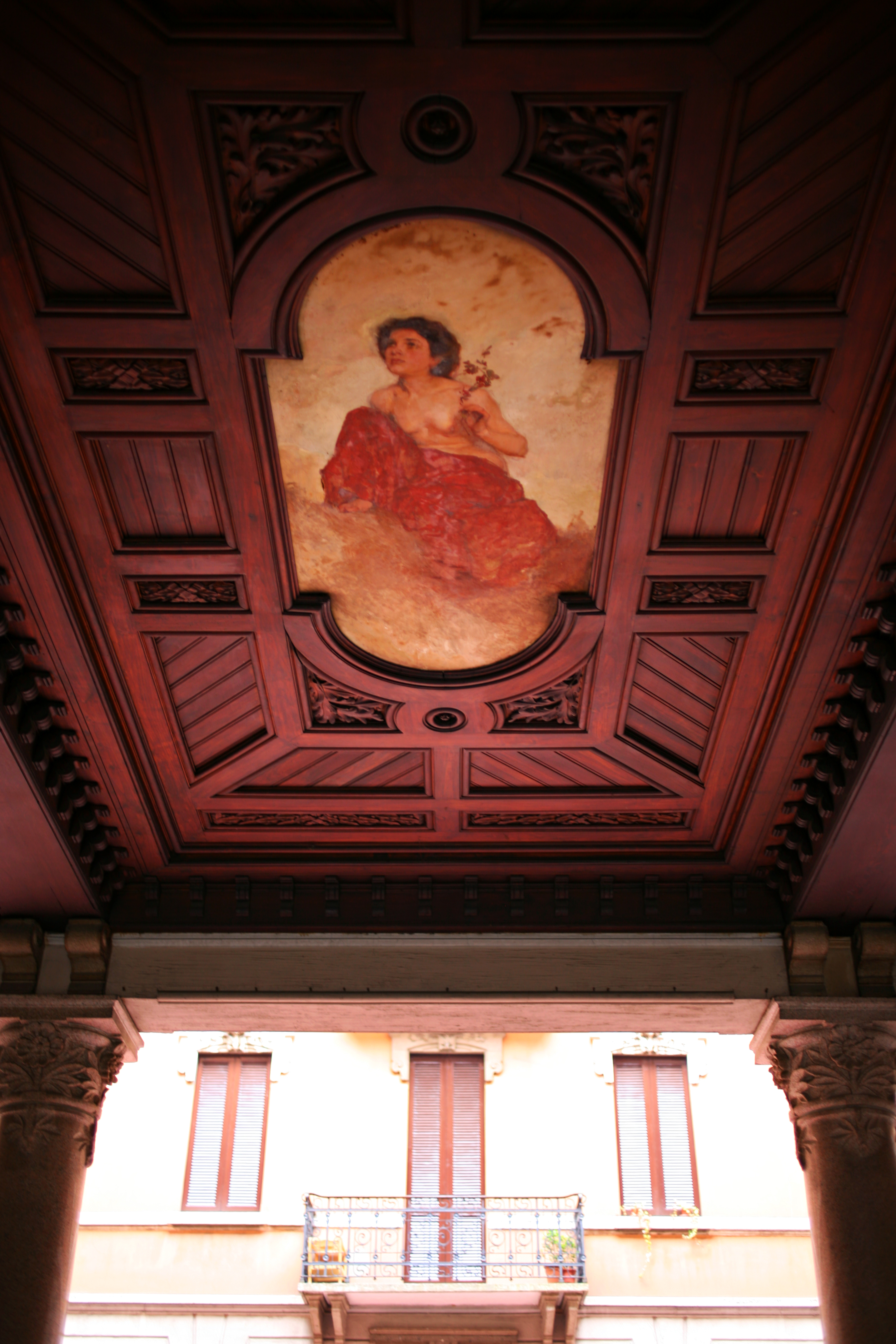
L'affresco sotto il portico
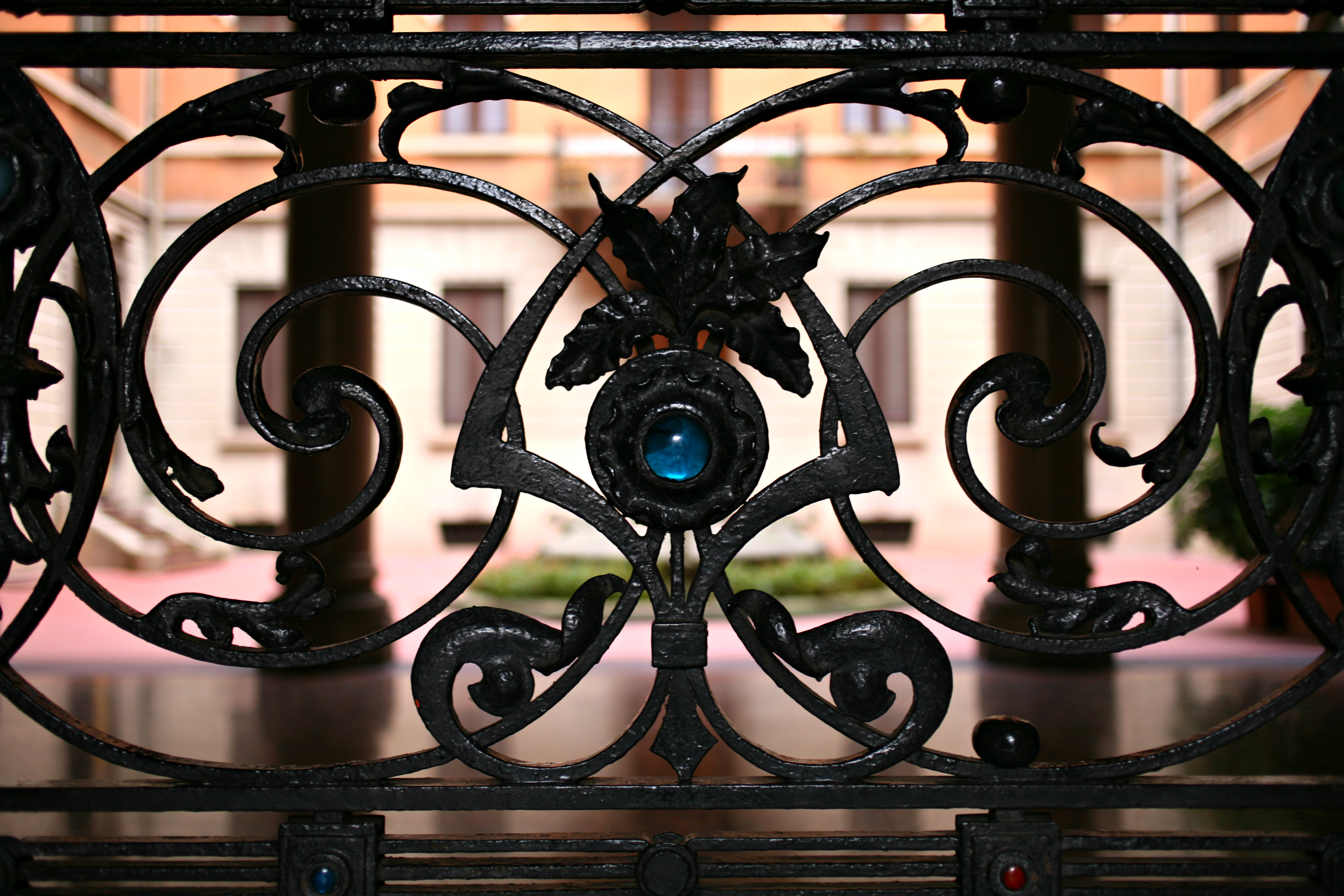
Dettaglio del cancello